# 死神刑事
『死神刑事』（しにがみデカ）は、大倉崇裕による日本のミステリ小説。2018年9月に幻冬舎から刊行されたのち、『死神さん』（しにがみさん）に改題の上、2021年3月3日に文庫化された。警視庁内で「死神」と呼ばれる男性警部補が謎の部署で刑事裁判において無罪となった案件を相棒とともに再捜査し、真犯人を暴き出していく姿を描く。
2021年9月に田中圭主演で配信ドラマ化された。

## 登場人物
儀藤堅忍（ぎどう けんにん）
警視庁警部補。刑事裁判において無罪となった案件に関する再捜査を相棒とともに行う。相棒となる刑事の出世の道を閉ざすことから「死神」と呼ばれる。
大邊誠
警視庁大塚東警察署刑事課所属の刑事。小説内の「死神の目」における儀藤の相棒。

## 書誌情報
- 単行本：『死神刑事（デカ）』、幻冬舎、2018年9月発売、ISBN 978-4-34-403364-1[1]
- 文庫本：『死神さん』、幻冬舎文庫、2021年3月3日発売、ISBN 978-4-34-443068-6[3]

## 配信ドラマ
『死神さん』（しにがみさん）と題して、定額制動画配信サービス「Hulu」で2021年9月17日から10月22日まで毎週金曜に配信された。1話完結型で全6話。主演は田中圭。
2022年9月17日から10月22日まで続編となる『死神さん2』が「Hulu」で毎週土曜に1話ずつ独占配信された。全6話。

### キャスト（season1）

#### 主要人物（season1）
儀藤堅忍（ぎどう けんにん）
演 - 田中圭
警視庁の刑事。謎の部署で刑事裁判において無罪になった事件の再捜査を行う。鼻に大きなほくろがあるのが特徴。
南川メイ（みなみかわ メイ）
演 - 前田敦子
警視庁広報課所属の巡査部長。儀藤の連絡係。

#### 儀堂の相棒（season1）
大邊誠（おおべ まこと）
演 - 小手伸也（第壱話）
1年前に発生した「大塚資産家殺人事件」の担当刑事。
三好若菜（みよし わかな）
演 - 蓮佛美沙子（第弐話）
警視庁八王子中央署・交通課の巡査長。
榎田悟（えのきだ さとる）
演 - りんたろー。（EXIT）（第参話）
交番勤務の巡査。
陣野澄香（じんの すみか）
演 - 長谷川京子（第肆話）
警視庁人事課監察係の警視正。
米村誠司（よねむら せいじ）
演 - 竹中直人（第伍話）
元刑事。

### キャスト（season2）

#### 主要人物（season2）
小刀祢葵（ことね あおい）
演 - 山本舞香
警察官。自称「不幸を呼ぶ女」。

#### 儀堂の相棒（season2）
灰田優人（はいだ ゆうと）
演 - 吉田鋼太郎 （第壱話）
監察医。
藤代唯（ふじしろ ゆい）
演 - 奈緒 （第弐話）
小石川署地域課の巡査。小刀祢と警察学校の同期。
香川コジロー（かがわ コジロー）
演 - 小関裕太 （第参話）
人気声優。上野北署の「一日警察署長」。
宇佐美一恵（うさみ かずえ）
演 - 松本若菜（第肆話）
情熱を失い、亡霊のような生き方をする「幽霊刑事」。
亀島秀康（かめじま ひでやす）
演 - 大友康平（第伍話）
警視庁副総監。

#### その他（season2）
百瀬（ももせ）
演 - 原田龍二 （第弐話）
小石川署地域課の課長。

### スタッフ（season1）
- 原作 - 大倉崇裕 『死神さん』（幻冬舎文庫 / 幻冬舎刊）
- 監督 - 堤幸彦[5]
- 演出 - 堤幸彦（第壱話、第弐話、第六話）、藤原知之（第参話、第肆話）、稲留武（第伍話）
- 脚本 - 渡辺雄介
- 主題歌 - 宮本浩次「浮世小路のblues」（ユニバーサルシグマ）[17]
- 音楽 - 今堀恒雄
- 警察監修 - 倉科孝靖
- エグゼクティブプロデューサー - 長澤一史
- チーフプロデューサー - 茶ノ前香
- プロデューサー - 大野哲哉、中沢晋
- 制作プロダクション - オフィスクレッシェンド
- 製作著作 - HJホールディングス

### スタッフ（season2）
- 原作 - 大倉崇裕 『死神さん 嫌われる刑事』（幻冬舎文庫 / 幻冬舎刊）
- 監督 - 堤幸彦[5]
- 演出 - 堤幸彦（第1話・第2話・第6話）、藤原知之（第3話）、稲留武（第4話）、大場嵩之（第5話）
- 脚本 - 渡辺雄介（第1話・第2話・第3話・第5話・第6話）、蛭田直美（第4話）
- 主題歌 - 宮本浩次「浮世小路のblues」（ユニバーサルシグマ）
- エグゼクティブプロデューサー - 長澤一史
- チーフプロデューサー - 茶ノ前香
- プロデューサー - 大野哲哉、中沢晋、黒木彩梨
- 制作プロダクション - オフィスクレッシェンド
- 製作著作 - HJホールディングス

### 配信日程
| 話数   | 配信日   | サブタイトル | 演出     |
| ------ | -------- | ------------ | -------- |
| 第壱話 | 09月17日 | 死神の目     | 堤幸彦   |
| 第弐話 | 09月24日 | 死神の手     | 堤幸彦   |
| 第参話 | 10月01日 | 死神の顔     | 藤原知之 |
| 第肆話 | 10月08日 | 死神の声     | 藤原知之 |
| 第伍話 | 10月15日 | 死神の背中   | 稲留武   |
| 最終話 | 10月22日 | 死神の急所   | 堤幸彦   |

| 話数   | 配信日   | サブタイトル | 脚本     | 演出     |
| ------ | -------- | ------------ | -------- | -------- |
| 第1話  | 09月17日 | 死神vs天使   | 渡辺雄介 | 堤幸彦   |
| 第2話  | 09月24日 | 死神vs魔女   | 渡辺雄介 | 堤幸彦   |
| 第3話  | 10月01日 | 死神vsヤヌス | 渡辺雄介 | 藤原知之 |
| 第4話  | 10月08日 | 死神vs亡霊   | 蛭田直美 | 稲留武   |
| 第5話  | 10月15日 | 死神vs閻魔   | 渡辺雄介 | 大場嵩之 |
| 最終話 | 10月22日 | 死神vs死神   | 渡辺雄介 | 堤幸彦   |

## その他
2021年9月30日、2022年9月29日にはシーズン1第参話相棒役のりんたろー。（EXIT）がレギュラー出演している日本テレビ系『THE突破ファイル』の1コーナー「突破交番」とコラボをした。